# Tuchschererhaus

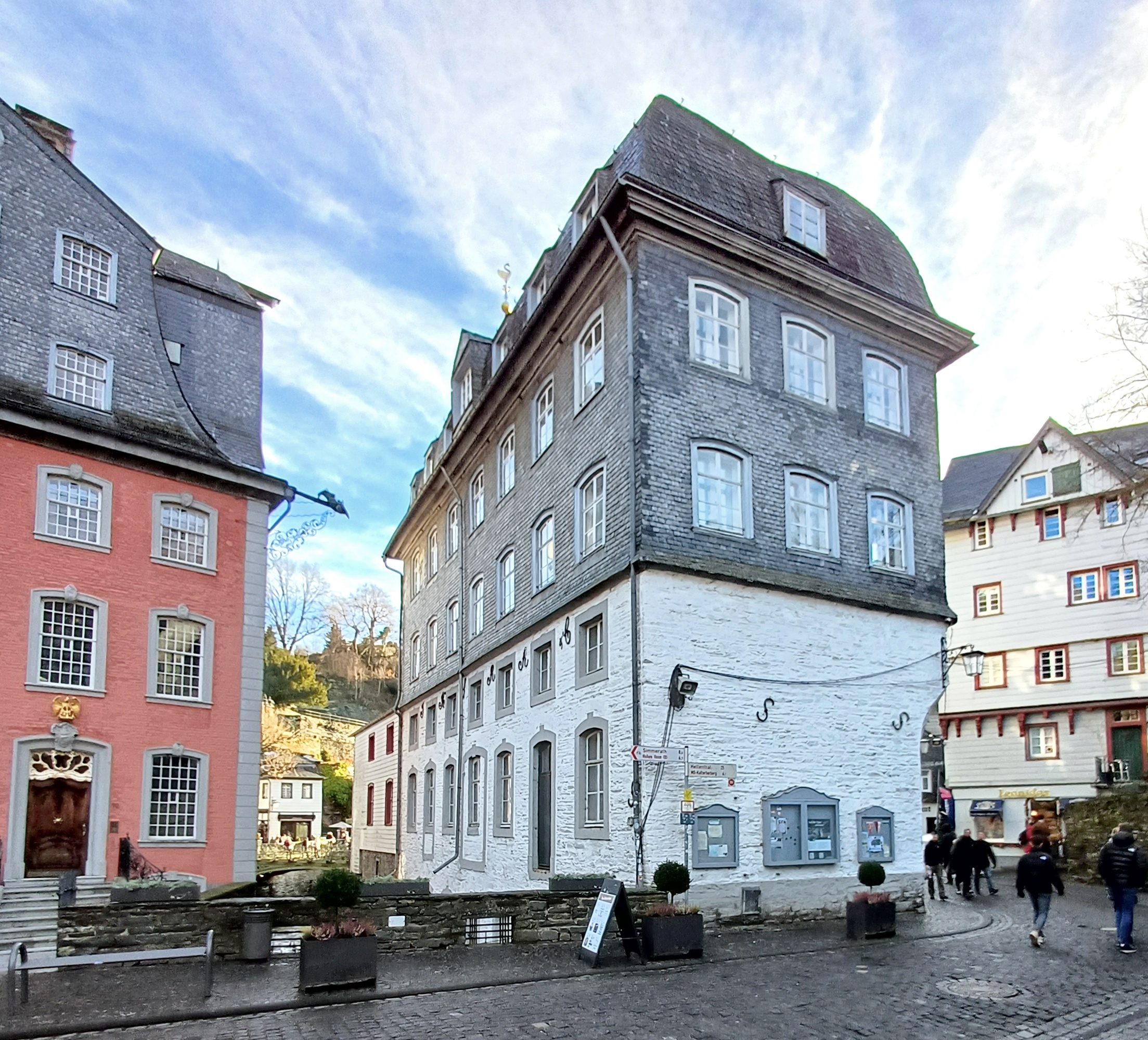
Tuchschererhaus Bachseite (2024)

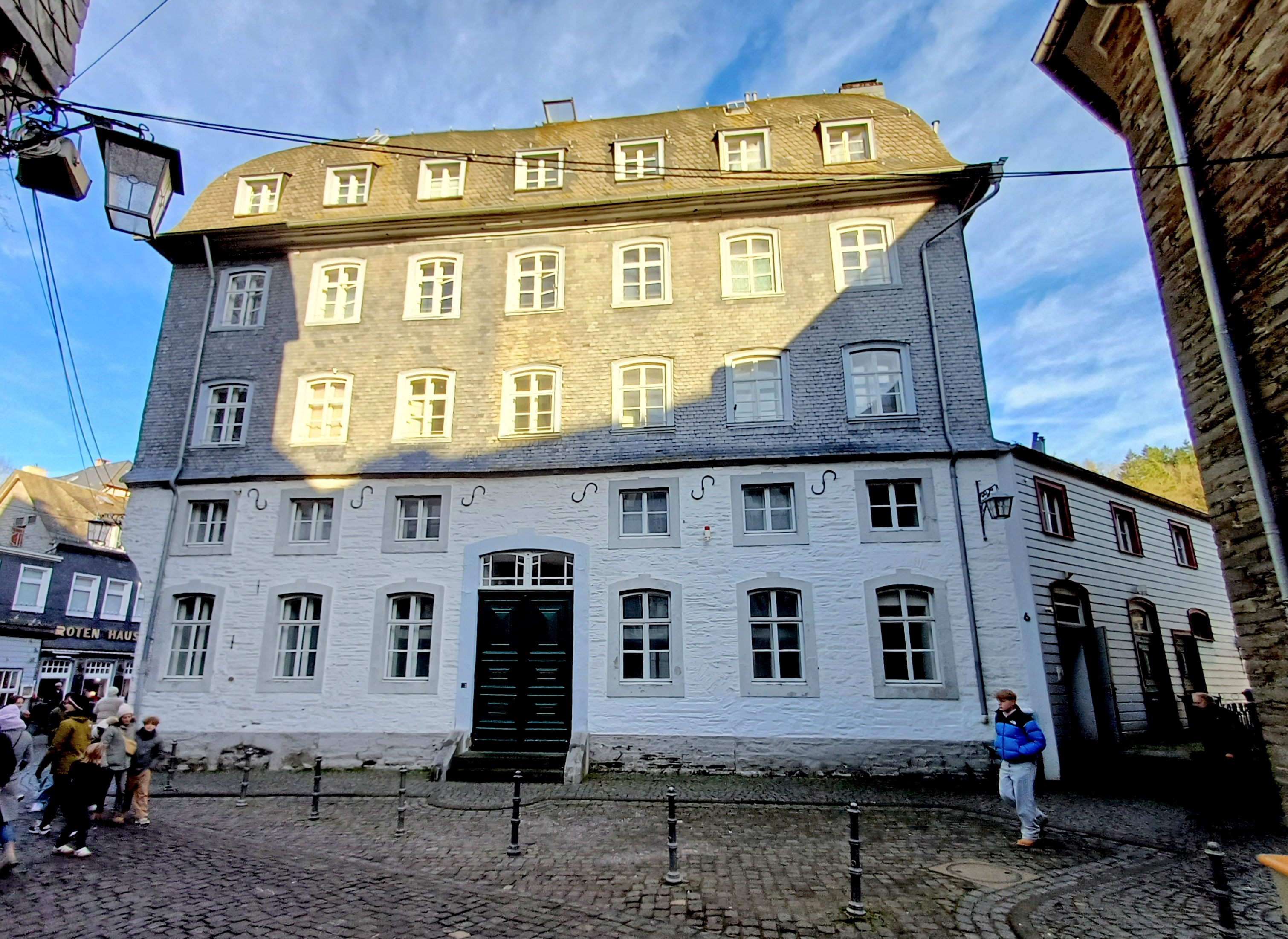
Tuchschererhaus Haupteingang (2024)

Das Tuchschererhaus ist ein denkmalgeschütztes repräsentatives Wohn- und Geschäftshaus in Monschau in der Städteregion Aachen in Nordrhein-Westfalen mit der Adresse Laufenstraße 6. Es wurde 1815 für die Textilverarbeitungsfirma „Scheibler, Ronstorff, Rahlenbeck & Co.“ erbaut und durchlief aufgrund mehrerer Besitzerwechsel und Nutzungsänderungen eine wechselvolle Geschichte.

## Geschichte
Friedrich Jakob Scheibler (1774–1834), Enkel von Johann Heinrich Scheibler, dem Firmengründer der „Tuchfabrik J. H. Scheibler“ und Erbauer des Roten Hauses in Monschau, des Stammhauses der Unternehmerfamilie Scheibler, hatte den Familienbetrieb nach dem Tod seines Vaters Wilhelm Scheibler (1737–1797) übernommen. Er setzte als erster Fabrikant in Monschau Spinnmaschinen mit Dampfbetrieb ein und war zudem von 1812 bis 1815 ehrenamtlicher Bürgermeister der Stadt. Weil die Raumkapazität für die Tuchverarbeitung im Roten Haus an ihre Grenzen gestoßen war, wurden neue Räume benötigt, um bestimmte Fertigungsabschnitte im zu jener Zeit üblichen Verlagssystem durchführen zu können. Nachdem Friedrich Jakob Scheibler diesbezüglich im Jahr 1805 bereits die Scheiblerfabrik Dreistegen aufgebaut hatte, ließ er im Jahr 1815 in unmittelbarer Nachbarschaft zum Stammsitz ein neues Haus erbauen und richtete darin eine Färberei und Schererei ein, die er dann ab 1817 mit seinen Brüsseler Geschäftspartnern unter der Firmierung „Scheibler, Ronstorff, Rahlenbeck & Co.“ betrieb. Dies brachte dem neuen Gebäude den Namen „Tuchschererhaus“ ein, das nun in Zusammenarbeit mit dem Roten Haus den Produktionsstandort für die Firma Scheibler weitestgehend komplettierte.
Zwischen beiden Häusern verläuft – zu jener Zeit oberirdisch, heutzutage (21. Jh.) kanalisiert – der Laufenbach, der wenige Meter hinter den Gebäuden in die Rur mündet. Um diese Werkstätten zu einer Produktionseinheit zu verbinden, wollte Scheibler eine groß und breit angelegte Brücke erbauen lassen, die quasi einer Bachüberbauung – entsprechend dem heutigen Straßenverlauf – gleich gekommen wäre. Nach Einspruch der Nachbarn, die einen freien Zugang zum Fließgewässer gefährdet sahen, erhielt Scheibler im Jahr 1816 lediglich eine Konzession zum Bau einer schmalen Holzbrücke zwischen dem Vorplatz des Roten Hauses und dem Tuchschererhaus. Infolgedessen mussten die Baupläne am Neubau geändert und die vorgesehenen Türöffnungen zum Laufenbach hin durch eine Galerie als Verbindungselement ersetzt werden.
Einige Jahre nach Friedrich Jakob Scheiblers Tod übernahm im Jahr 1839 sein Schwiegersohn Karl Heinrich Elbers (1802–1858), der unweit des Roten Hauses auf dem „Elbershof“ in der Eschbachstraße die „Feintuchfabrik J. H. Elbers“ seines Vaters übernommen hatte, das Tuchschererhaus und rüstete es zu einer Spinnerei um. Bis 1883 blieb das Haus bis zur Auflösung des Elbers’schen Unternehmens aufgrund der nachlassenden Nachfrage in Besitz der Familie Elbers und musste dann an die Stadt Monschau verkauft werden.
Die Stadt baute das Haus zum Wohn- und Geschäftshaus um und brachte zwischen 1886 und 1931 im Erdgeschoss die Reichspost unter. Anschließend wurde dort für zwei Jahre in Kombination mit der rechten Hälfte des Roten Hauses, auch „Haus Pelikan“ genannt, das Heimatmuseum der Stadt eingerichtet, bevor das gesamte Gebäude in der Zeit von 1933 bis 1944 als Verwaltungssitz von der Kreisleitung der NSDAP, der Deutschen Arbeitsfront (DAF) und der NS-Volkswohlfahrt beschlagnahmt wurde. Nach der Befreiung durch die Alliierten im Herbst 1944 nutzten die Engländer das Haus bis 1945 für ihre Militärverwaltung. Noch in den letzten Jahren des Zweiten Weltkriegs war 1943 im Erdgeschoss ein Kino eingerichtet worden, das den Krieg überdauert hat und noch viele Jahre dort betrieben wurde. In das Obergeschoss zogen später das Kreisgesundheitsamt und ein Notariat ein. Schließlich wurde das Gebäude zwischen 1993 und 1995 durch die Landesentwicklungsgesellschaft NRW umgebaut, wobei im Obergeschoss Sozialwohnungen und im Erdgeschoss Ausstellungs- und Geschäftsräume eingerichtet wurden.
In diese überführten im Jahr 2009 der Künstler Manfred Beumers und seine Lebensgefährtin Carla Gießing ihre „Galerie Beumers“, die sie zuvor in Aachen betrieben hatten. Nach dem Tod von Manfred Beumers im Jahr 2013 führte Clara Gießing die Galerie dort noch bis 2020 weiter und verlegte sie anschließend als „Sammlung Beumers“ in das von ihr bewohnte Haus zum Turm. Seitdem werden die Erdgeschossräume im Tuchschererhaus wieder anderweitig genutzt.

## Baucharakteristik

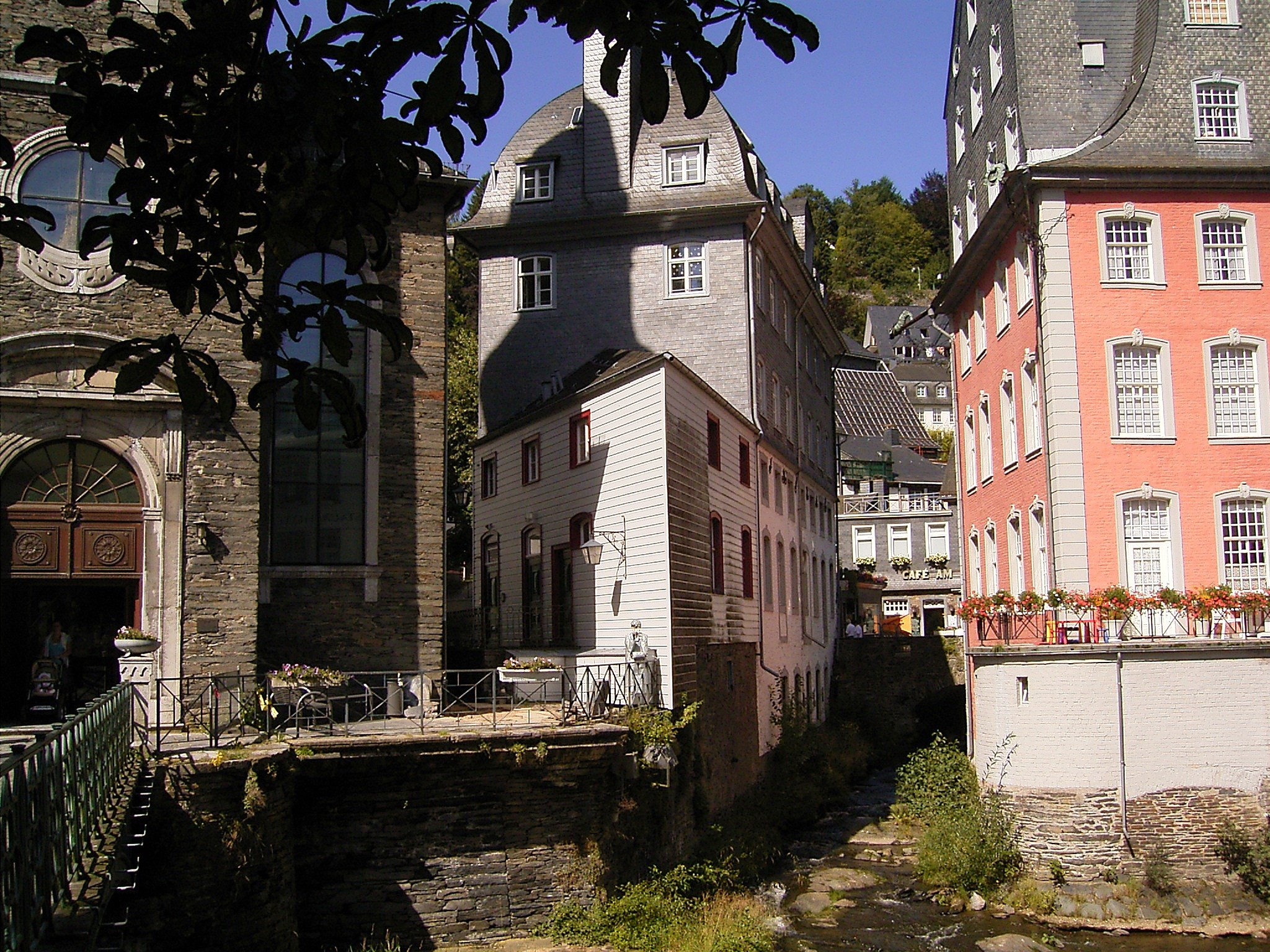
Tuchschererhaus mit dem dreieckigen Anbau von der Rur aus gesehen und dem Laufenbach zwischen den Häusern (2007)

Das Tuchschererhaus ist ein viergeschossiger rechteckiger Bau in sieben zu drei Achsen, dem an seiner Südostseite zur Laufenbachmündung in die Rur ein kleiner zweigeschossiger dreieckiger Anbau in drei Achsen zur Straßenseite und in zwei zur Bachseite vorgesetzt wurde. Die beiden unteren Geschosse des Haupthauses sind in weiß geschlämmtem Bruchsteinmauerwerk ausgeführt, wobei das erste Obergeschoss als niedrigeres Zwischengeschoss ausgebildet ist. Optisch voneinander getrennt erheben sich über einem umlaufenden Mauergesims die dritten und vierten Obergeschosse, die in Fachwerkbauweise ausgebaut und deren Fassadenwände mit kleinen Schieferplatten abgedeckt sind. Das darüber liegende Mansarddach ist eine Bohlenbinderkonstruktion, wodurch es im Vergleich zu einem Satteldach ein größeres Volumen für einen Lagerraum aufweist. Damit ist das Tuchschererhaus neben dem Elberschen Kontorhaus eines der letzten beiden Häuser in Monschau mit einer solchen Dachform.
Die durchweg mit Blaustein umrahmten Fenster sind hochrechteckig und in Stichbogenform, mit Ausnahme der Fensterreihe im verkürzten 1. Obergeschoss, wo sie nahezu quadratisch, und im Mansarddach, wo sie nur rechteckig sind. Die beiden Untergeschosse in der westlichen Giebelseite an der abknickenden Laufenstraße weisen dagegen keine Fensteröffnungen auf. In der straßenseitigen Fassade des Gebäudes befindet sich der Haupteingang, der über zwei Stufen erreicht wird und mit einer breiten hölzernen Doppelflügeltür unter verziertem Oberlicht ausgestattet ist. An der Rückseite des Tuchschererhauses zum Roten Haus hin sind im Parterre in der zweiten, vierten und sechsten Achse durch die alten Blausteineinfassungen noch die Ausmaße von ehemaligen Verbindungstüren zur nicht mehr vorhandenen Galerie über den Laufenbach zum Haupthaus hin zu erkennen, von denen die ersten beiden als Fensteröffnungen umgebaut worden sind, die ehemalige Tür in der sechsten Achse aber noch vorhanden ist. Das mittlere Mansardfenster zeigt eine deutliche Vergrößerung, die darauf schließen lässt, dass sich dort einst ein Kragträger für den Lastenaufzug befunden haben muss. Ebenfalls in der rückwärtigen Fassade zeigen sich in den Ankersplinten die Anfangsbuchstaben der Erbauer und Betreiber des Hauses: „J(ohann) – H(einrich) – Sch(eibler) – R(onstorff) – R(ahlenbeck) – & Co“ und im Kellergeschoss die Gravur „1815“.